# McChicken

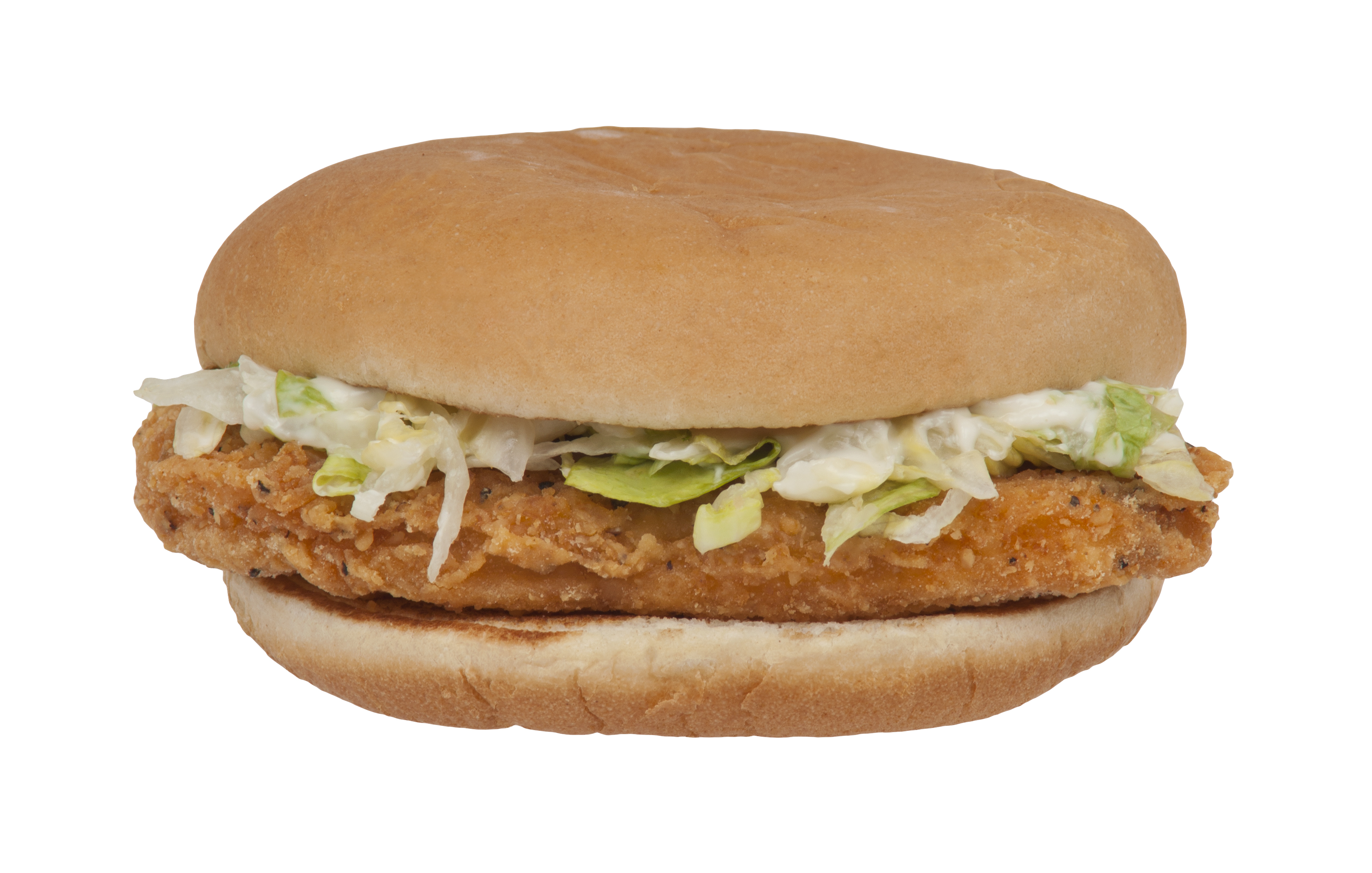
Zdjęcie McChickena

McChicken – rodzaj kanapki serwowanej w sieci fast food McDonald’s.

## Historia
Kanapka została wprowadzona na rynek w 1980 roku.

## Opis produktu
McChicken składa się z bułki pszennej, kotleta panierowanego, krojonej sałaty oraz majonezu.

## Wartości odżywcze
McChicken waży 190 gramów oraz zawiera 519 kcal.